# Walter Werzowa
Walter Werzowa (* 15. Dezember 1960 in Wien als Walter Thomas Werzowa) ist ein österreichischer Musikproduzent.

## Leben
Werzowa, der in seiner Jugend zunächst klassischen Gitarrenunterricht erhielt, war einer der beiden Produzenten hinter dem österreichischen Projekt Edelweiss, das 1988 mit dem Titel Bring Me Edelweiss in mehreren Ländern auf Platz eins der Charts war. Der Titel basierte auf einem Sample des Titels SOS von ABBA und orientierte sich am Buch The Manual (How to have a number one – the easy way) von The KLF. Während sein Partner Martin Gletschermeyer das Projekt mit Klaus Biedermann zunächst erfolgreich fortführte, zog Werzowa nach Los Angeles und gründete dort seine eigene Produktionsfirma.
1994 komponierte er den heute weltbekannten Vier-Sekunden-Jingle für den Chiphersteller Intel. Werzowa gab an, bis zu diesem Zeitpunkt noch nie etwas von einer Firma Intel gehört zu haben. Weitere Werbejingles produzierte er unter anderem für Ikea, Microsoft und Expedia. Zudem verfasste er Filmmusik zu Spielfilmen wie Hellraiser V – Inferno, Mimic 2 und Taking Lives.

## Filmografie (Auswahl)
- 1996: Eraser
- 1997: Trekkies
- 1997: Drive
- 2000: Sex oder stirb (Cherry Falls)
- 2000: Hellraiser V – Inferno (Hellraiser: Inferno)
- 2001: Mimic 2
- 2003: Babij Jar – Das vergessene Verbrechen (Babij Jar)
- 2004: Taking Lives – Für Dein Leben würde er töten (Taking Lives)
- 2005: Einsatz in Hamburg – Superzahl: Mord
- 2006: The Devil and Daniel Johnston
- 2008: 8:Person to Person
- 2024: (K)einen Ton sagen (Dokumentarfilm)